# Eleonora Lo Bianco

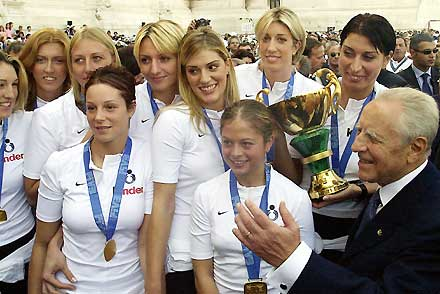
Italienische Volleyball-Nationalmannschaft, Eleonora Lo Bianco ist vorn links

Eleonora Lo Bianco (* 22. Dezember 1979 in Borgomanero) ist eine italienische Volleyball-Nationalspielerin.
Seit 2008 ist die nur 1,71 m kleine Zuspielerin mit ca. 400 Länderspielen italienische Rekord-Nationalspielerin. Sie gewann die italienische Meisterschaft (2006), den Pokal (2006, 2008), die Championsleague (2007, 2009, 2010), sowie WM-Gold (2002), EM-Gold (2007, 1996 bei den Juniorinnen), den Worldcup (2007) und weitere Silbermedaillen und ist damit in der Titelvielfalt eine der erfolgreichsten ihrer Sportart.
Von 2005 bis 2011 spielte Eleonora Lo Bianco beim italienischen Erfolgsverein Foppapedretti Bergamo. Seit 2011 spielt sie für den türkischen Volleyballklub Galatasaray Daikin.